# Ralph Spaccatutto
Ralph Spaccatutto (Wreck-It Ralph) è un film d'animazione del 2012 diretto da Rich Moore, con protagonisti del cast vocale originale John C. Reilly, Sarah Silverman, Jack McBrayer e Jane Lynch. I personaggi del film sono personaggi di ipotetici videogiochi, alcuni anche tratti da videogiochi realmente esistenti che, quando i giochi terminano, vivono di vita propria in un loro mondo interconnesso; l'ambientazione è paragonabile a una versione elettronica di Toy Story.
Il film, prodotto dai Walt Disney Animation Studios, è considerato il 52º classico Disney secondo il canone ufficiale ed è stato distribuito nelle sale cinematografiche anche in versione 3D. Dopo l'uscita del film, la Disney ha pubblicato un videogioco ispirato al film intitolato Fix-It-Felix. La proiezione del film è stata preceduta dal cortometraggio Paperman.
Il 21 novembre 2018 è uscito nei cinema nordamericani il seguito del film, intitolato Ralph spacca Internet (Ralph Breaks the Internet).

## Trama
Ralph Spaccatutto è il cattivo di un videogioco arcade anni ottanta dal titolo Felix Aggiustatutto. Durante una riunione di "Cattivi Anonimi" tra gli antagonisti dei videogiochi della sala giochi all'interno del cabinato di Pac-Man, Ralph rivela che dopo trent'anni passati a rompere palazzi e vivere nella discarica di Belposto, il condominio che distrugge ad ogni partita e che il suo rivale Felix ripara, si è stancato di essere un cattivo e vuole dimostrare che anche lui può vincere una medaglia come Felix. Gli altri cattivi rimangono sconvolti alle parole di Ralph e gli chiedono se abbia intenzione di comportarsi come Turbo, il protagonista del videogioco "Turbotime", il quale divenuto invidioso del videogame Road Blasters, aveva lasciato il suo gioco per tentare di sabotare il rivale, portando allo scollegamento di entrambi i cabinati da parte del proprietario della sala giochi, il sig. Litwak. Ralph li rassicura che non vuole fare come Turbo, ma è solo interessato a vincere una medaglia per avere degli amici ed un trattamento più dignitoso.
Dopo l'ennesima angheria da parte degli abitanti del condominio, colpevoli di averlo escluso dalla festa per celebrare il trentesimo anniversario del gioco, Ralph litiga con loro e scommette sul suo riscatto da eroe. Desideroso di rivalsa, abbandona il suo videogioco fuggendo attraverso i cavi di alimentazione e si infiltra in Hero's Duty, uno sparatutto in prima persona collegato da poche settimane alla sala giochi, in cui spera di potersi aggiudicare una medaglia per dimostrare a tutti di essere un eroe. Si unisce alla squadra della sergente Tamora Jean Calhoun per combattere gli "scarafoidi", invasori alieni simili a scarafaggi, e riesce infine a farsi strada fino al livello finale appropriandosi di una medaglia, risvegliando però inavvertitamente delle uova di scarafoidi; uno di questi entra in una capsula di salvataggio mentre attacca Ralph, il quale viene scaraventato per errore in Sugar Rush, un videogioco di kart ambientato in un mondo di dolciumi.
In questo mondo incontra la piccola Vanellope von Schweetz, un glitch, che gli ruba la medaglia per pagarsi l'iscrizione alla gara di kart. I due hanno dapprima un duro scontro, ma in seguito Ralph viene commosso dalla sfortunata condizione di Vanellope, che essendo un glitch viene trattata da tutti come una reietta, così decidono di stipulare un patto: Ralph aiuterà Vanellope a costruire un kart per correre nella gara mentre lei, in cambio, gli farà riavere la medaglia qualora vincitrice. Dopo aver costruito in una fabbrica il mezzo insieme, i due cercano di sfuggire a Re Candito, sovrano di Sugar Rush, che vuole a tutti i costi impedire a Vanellope di gareggiare.
Dopo aver insegnato a Vanellope a guidare il kart in una pista nascosta nel motore del gioco, lo spaccatutto e la bambina si apprestano a dirigersi verso la pista dove si terrà la corsa, ma approfittando dell'assenza di Vanellope, Ralph viene avvicinato da Re Candito, che gli restituisce la medaglia e lo convince che se un glitch come Vanellope dovesse vincere, verrebbe aggiunta all'elenco dei personaggi selezionabili e i giocatori, nel vedere la sua immagine scomporsi, penserebbero che il gioco sia difettoso; questo causerebbe lo scollegamento del cabinato e ucciderebbe Vanellope, poiché i glitch non possono uscire dal loro gioco. Ralph, convinto dalle parole del sovrano, è dunque costretto a impedire alla ragazza di gareggiare, distruggendo il kart e tradendo la loro amicizia. In seguito Ralph se ne va da Sugar Rush, mentre Vanellope viene catturata da Re Candito e rinchiusa in prigione.
Nel frattempo, Felix e Calhoun si avventurano all'interno di Sugar Rush: Felix è alla ricerca di Ralph, senza il quale il loro gioco rischia di venire spento, mentre Calhoun vuole trovare lo scarafoide che Ralph si è portato dietro involontariamente per distruggerlo (i parassiti infatti, pur facendo parte di un videogioco, se lasciati a sé stessi si comportano in modo simile ad un virus da computer); lentamente la soldatessa comincia a provare qualcosa per Felix, ma decide di abbandonarlo per evitare che venga ucciso come il suo precedente fidanzato, per poi scoprire che lo scarafoide fuggito da Hero's Duty si è moltiplicato e sta per distruggere il gioco. Felix, amareggiato per essere stato abbandonato, va al castello di Re Candito per trovare Ralph, ma viene rinchiuso nella prigione dal valletto del sovrano, la mentina Aspro Bill.
Nel frattempo Ralph torna affranto nel suo videogioco, che scopre essere stato abbandonato dai Belpostiani a causa del mancato ritorno di lui e Felix. Travolto dai sensi di colpa, Ralph getta via la sua medaglia contro lo schermo del gioco e così facendo riesce casualmente a vedere che sul cabinato di Sugar Rush è raffigurata Vanellope. Sospettando che la bambina non sia affatto un glitch, decide di tornare in Sugar Rush e dopo aver interrogato Aspro Bill, scopre che Re Candito aveva in realtà manomesso tempo addietro il codice di Vanellope facendola diventare un glitch e messo letteralmente sottochiave le memorie di tutti gli abitanti del gioco; il motivo per cui il sovrano vuole impedire ad ogni costo a Vanellope di gareggiare è che se lei dovesse tagliare il traguardo, il gioco andrebbe in riavvio e le modifiche da lui apportate verrebbero cancellate. Ralph quindi va a liberare Felix, scusandosi con lui per avergli creato così tanti guai e pregandolo di riparare il kart per Vanellope; in seguito libera la bambina dalla prigione, riconquistando la sua fiducia e la sua amicizia, permettendole di partecipare alla gara.
Durante la gara Calhoun avvisa Felix e Ralph degli scarafoidi, mentre Vanellope scopre che Re Candito è in realtà Turbo, intrufolatosi in Sugar Rush dopo essere sopravvissuto allo scollegamento del suo videogioco. Proprio quando Vanellope riesce a superarlo nella corsa e ad avvicinarsi al traguardo, gli scarafoidi invadono Sugar Rush e uno di loro (lo stesso che Ralph aveva portato lì inavvertitamente) divora Turbo. Tutti i personaggi riescono a scappare fuori dal gioco per mettersi in salvo, tranne Vanellope a causa della sua condizione di glitch.
Per salvare lei e il gioco, Ralph decide di far esplodere il Monte Diet Cola, attraverso un'eruzione Coca-Cola Light e Mentos, per creare un faro ed attrarre tutti gli scarafoidi verso la luce (infatti i parassiti, pur essendo simili a virus implacabili, sono comunque suscettibili alla loro programmazione di gioco). Quando arriva alla cima del monte, Turbo, divenuto ora per metà scarafoide e trasformatosi nel virus più potente della sala giochi, tenta di uccidere Ralph, il quale decide di sacrificarsi, buttandosi sul monte per farlo esplodere definitivamente. Vanellope, grazie alla sua capacità di glitch, lo salva all'ultimo momento mentre gli scarafoidi e Turbo vengono distrutti. Salvato il gioco, Vanellope supera il traguardo, permettendo il riavvio del gioco e il ripristino del suo codice; in questo modo tutti riacquistano le loro memorie e Vanellope si rivela come la legittima principessa di Sugar Rush, ma lei preferisce essere sé stessa, autoproclamandosi presidentessa del gioco e usare le sue abilità da glitch come potenziamento durante le corse; poco dopo Ralph, Calhoun e Felix tornano ai loro rispettivi videogiochi prima che riapra la sala giochi.
Ralph, ottenuto il rispetto dei Belpostiani, accetta finalmente il suo ruolo di cattivo e decide di accogliere Q*bert e altri personaggi abbandonati nel gioco, facendoli partecipare in nuovi livelli bonus, mentre Felix e Calhoun si sposano, con Ralph come testimone.
Dopo una nuova partita, Ralph viene sollevato dagli abitanti del condominio prima di essere buttato giù come di consueto dopo essere stato sconfitto e riesce a vedere Vanellope come personaggio scelto dai giocatori, che lo saluta da lontano.

## Personaggi
- Ralph Spaccatutto: il protagonista del film. Ralph da trent'anni gioca il ruolo di cattivo nel videogioco Felix Aggiustatutto (Fix-It Felix, Jr.), ma per lui è sempre più difficile amare il suo, non proprio gratificante, lavoro, complice il fatto che, a differenza di tutti gli altri cattivi della sala giochi, è disprezzato ed emarginato a priori. Decide così di abbandonare il proprio gioco, alla volta dell'universo dei giochi arcade, per dimostrare a tutti di poter essere un vero eroe. Malgrado il suo aspetto massiccio ed il suo carattere un po' burbero, Ralph è in sostanza un tipo dolce e umile, ma molto malinconico per via della sua condizione di cattivo che non lo rende molto popolare. Ha una forza bruta che gli permette di spaccare praticamente qualsiasi cosa, a volte neanche volontariamente. È doppiato in inglese da John C. Reilly e in italiano da Massimo Rossi.
- Vanellope von Schweetz: glitch nel videogioco di Sugar Rush, ovvero un errore di programmazione, con lo spirito da corridore incorporato nella propria codifica. A causa della sua natura di glitch è emarginata, odiata, disprezzata e derisa dagli altri personaggi di Sugar Rush, che non le permettono di gareggiare. È una ragazza dolce e simpatica, ma gli anni passati in isolamento hanno reso il suo carattere acido e rude. Il suo nome è l'unione del nome Penelope con la parola "Vanilla" (Vaniglia). È doppiata in inglese da Sarah Silverman e in italiano da Gaia Bolognesi.
- Felix Aggiustatutto: Felix è l'eroe del videogioco che prende il suo nome, il cui compito è quello di riparare il palazzo che Ralph demolisce tramite un martello magico di cui è dotato. Amato da tutti gli abitanti del gioco, riceve tutte le lodi che Ralph desidererebbe. Quando Ralph fugge dal loro gioco, Felix parte per andare a cercarlo, trovando un'alleata nel sergente Calhoun, della quale infine si innamora. Si tratta della parodia del classico eroe stereotipato coraggioso, buono, educato e gentile; tuttavia, sembra non accorgersi minimamente di quanto sia difficile la vita per Ralph. È doppiato in inglese da Jack McBrayer e in italiano da Daniele Giuliani.
- Sergente Tamora Jean Calhoun: protagonista dello sparatutto in prima persona: Hero's Duty, deve guidare il giocatore contro gli invasori alieni chiamati scarafoidi, ha un atteggiamento duro ed autoritario, soprattutto perché è stata programmata per avere un passato tragico; il giorno delle sue nozze, infatti, uno scarafoide irruppe durante la cerimonia divorando il suo fidanzato e compagno d'arme. Da allora le viene difficile esternare i suoi sentimenti e, quando comincia a sentirsi attratta da Felix, decide di separarsi da lui temendo di soffrire ancora nel caso Felix non sopravvivesse alla loro avventura. Infine accetta di lasciare il passato alle spalle e sposarlo. È doppiata in inglese da Jane Lynch e in italiano da Cristiana Lionello.
- Re Candito/Turbo: l'antagonista principale del film, Turbo in origine era il protagonista di Turbo Time, il videogioco di corse di maggior successo della sala giochi, al momento della sua inaugurazione. Ma quando alla sala giochi arrivò RoadBlasters, un nuovo gioco considerato più bello e moderno del suo, Turbo, per invidia, abbandonò il suo gioco per sabotare l'altro, il che portò entrambi i giochi ad essere scollegati. Da allora Turbo fu citato come segno di pessimo esempio fra tutti gli altri personaggi dei videogiochi. Sebbene si credeva fosse morto con lo scollegamento del suo gioco, in realtà era sopravvissuto, impadronendosi di un altro gioco (Sugar Rush) e manomettendone la programmazione, facendo passare la principessa del gioco, Vanellope, per un glitch, non essendo riuscito a eliminarla completamente, alterando sia il suo codice che quello della memoria di tutti i personaggi del gioco, prendendo il posto di Vanellope come regnante del gioco con il nome di Re Candito. Cercherà di impedire a tutti i costi a Vanellope di partecipare e vincere alla corsa (sapendo che, se succedesse, le modifiche che lui ha fatto alla programmazione verrebbero cancellate) cercando anche di manipolare Ralph restituendogli la sua medaglia, cercherà di uccidere Vanellope nel corso della gara e nello scontro la sua identità sarà scoperta, viene poi superato da Vanellope e divorato da uno scarafoide proprio mentre questi stanno attaccando Sugar Rush. Ricompare poi sul Monte Diet-Cola, oramai fuso con lo scarafoide che l'aveva inghiottito (in quanto gli scarafoidi si trasformano in ciò che mangiano) e cerca di impedire a Ralph la distruzione del monte (unica cosa che potrebbe salvare il gioco e, indirettamente, Vanellope) progettando quindi di divenire il virus più potente degli Arcade Game e di impadronirsi della sala giochi. Ma Ralph riuscirà a liberarsi di lui facendo esplodere il monte Diet-Cola e distruggendo quindi tutti gli Scarafoidi. Anche Turbo, seppur tentando di resistere, verrà attirato dalla luce e quindi distrutto. È doppiato in inglese da Alan Tudyk e in italiano da Fabrizio Vidale.
- Aspro Bill: è il valletto di Re Candito (Turbo). Si tratta di una caramella aspra priva di entusiasmo, dalla voce sommessa e monotona. Verrà minacciato da Ralph e sarà costretto, non solo a rivelargli la verità che sta dietro alla storia di Vanellope, ma anche come trovare quest'ultima e Felix, entrambi finiti nelle prigioni di Re Candito. Alla fine riacquisterà la memoria, riconoscendosi come l'aiutante speciale e banditore della principessa Vanellope Von Schweetz. È doppiato in inglese da Rich Moore e in italiano da Paolo Virzì.
- Ciambellino e Ciambellone: sono il braccio armato di Re Candito (Turbo), che mantengono l'ordine nella comunità di Sugar Rush. Proprio come i piloti e Aspro Bill, Re Candito ha preso le loro memorie facendogli credere di essere il re del videogioco. Danno spesso la caccia a Vanellope, che credono un glitch, ma senza successo. Anche loro, alla fine, recupereranno la memoria e riconosceranno Vanellope come la vera principessa del gioco.
- Gene: personaggio di supporto all'interno di Felix Aggiustatutto. Tra tutti gli abitanti di Belposto, è quello che prova più astio nei confronti di Ralph. Fa una scommessa con quest'ultimo, affermando che gli permetterà di vivere nel super attico, se tornerà da loro con una medaglia, identica a quelle che vince sempre Felix.
- Stan Litwak: è il proprietario della sala giochi "Litwak's Arcade" e si occupa di controllare che tutto funzioni. I biglietti da lui applicati con la scritta "fuori servizio", che attacca sui videogiochi con qualche problema, sono un incubo per i personaggi di tutti i videogiochi, poiché per loro lo scollegamento dei giochi in cui vivono significa perdere la propria casa. Tuttavia è molto affezionato ai suoi videogiochi, in particolare a Ralph e Felix, infatti quando Ralph è tornato a svolgere il suo lavoro, Litwak è apparso molto contento di veder funzionare nuovamente il suo storico videogioco. È doppiato in inglese da Ed O'Neill e in italiano da Enrico Di Troia.
- Taffyta Muttonfudge: una ragazza amante dei lecca-lecca e pilota nel gioco di Sugar Rush. È una concorrente accanita, arrogante, vanitosa, competitiva e prepotente che ha in mente solo il primo premio e non ha paura di far deragliare chiunque le sbarri la strada. Sebbene disprezzi Vanellope, ritenendola un glitch, alla fine riacquisterà la memoria, riconoscendola come legittima sovrana di Sugar Rush e chiedendone il perdono, mostrandosi molto servile e sommessa nei suoi confronti. È doppiata in inglese da Mindy Kaling e in italiano da Gemma Donati.

## Produzione
Il film si basa su una storia originale chiamata Joe Jump, sviluppata dal regista Sam Levine, il quale ha abbandonato il progetto a causa di divergenze creative. Inizialmente il film doveva intitolarsi Reboot Ralph, ma nel giugno del 2011 il titolo venne cambiato in Wreck It Ralph.

## Colonna sonora
La colonna sonora per il film è stata composta da Henry Jackman.
Le AKB48, un gruppo femminile di idol giapponesi, ha eseguito la sigla di chiusura, intitolata Sugar Rush.

### Tracce
Musiche di Henry Jackman eccetto dove indicato.
1. Owl City – When Can I See You Again?
2. Buckner & Garcia – Wreck-It, Wreck-It Ralph
3. Kool & the Gang – Celebration
4. AKB48 – Sugar Rush
5. Skrillex – Bug Hunt (Noisia Remix)
6. Rihanna – Shut Up and Drive
7. Wreck-It Ralph
8. Life in the Arcade
9. Jumping Ship
10. Rocket Fiasco
11. Vanellope von Schweetz
12. Royal Raceway
13. Cupcake Breakout
14. Candy Vandals
15. Turbo Flashback
16. Laffy Taffies
17. One Minute to Win It
18. Vanellope's Hideout
19. Messing with the Program
20. King Candy
21. Broken-Karted
22. Out of the Penthouse, Off to the Race
23. Sugar Rush Showdown
24. You're My Hero
25. Arcade Finale

## Distribuzione
Il film è stato distribuito nelle sale statunitensi a partire dal 2 novembre 2012, mentre è stato proiettato nei cinema italiani a partire dal 20 dicembre dello stesso anno.

### Edizione italiana
Tra i doppiatori del film figurano il rugbista Sergio Parisse come voce di Zangief, e il regista Paolo Virzì come voce di Aspro Bill.

## Promozione
Il primo trailer ufficiale in inglese del film è stato pubblicato online il 6 giugno 2012, a cui è seguito poche ore dopo anche la versione in italiano. Il 12 settembre è stato pubblicato da Yahoo! Movies un secondo trailer in lingua inglese ed il 4 ottobre è stato pubblicato in anteprima dal sito della rivista Empire un terzo trailer, di cui lo stesso giorno è stata pubblicata anche la versione in italiano.
Il 10 giugno 2012 la Disney ha pubblicato sul suo sito ufficiale il videogioco Fix-It Felix Jr., sul quale si basa il film. Il gioco è una creazione originale della Disney, ed è stato creato appositamente per promuovere il film.

## Accoglienza

### Incassi
Il film ha avuto un ottimo successo, incassando 189422889 $ nei soli Stati Uniti, e 471 222 889 $ in tutto il mondo, a fronte di un budget di 165 000 000 $.

### Critica
Il film è stato accolto positivamente dalla critica. Sul sito Rotten Tomatoes riceve l'87% delle recensioni positive, basato su 191 recensioni con un voto medio di 7,4/10. Su Metacritic il film ha un punteggio del 72 su 100 basato su 37 recensioni.

## Riconoscimenti
- 2013 – Premio Oscar
  - Candidatura Miglior film d'animazione a Rich Moore
- 2013 – Golden Globe
  - Candidatura Miglior film d'animazione a Rich Moore
- 2012 – National Board of Review
  - Miglior film d'animazione a Rich Moore
- 2012 – Producers Guild of America
  - Miglior film d'animazione a Clark Spencer
- 2013 – Annie Awards
  - Miglior film d'animazione
  - Miglior regia a Rich Moore
  - Migliore sceneggiatura a Phil Johnston, Jennifer Lee
  - Migliore recitazione a Alan Tudyk
  - Migliore colonna sonora a Henry Jackman
  - Candidatura Miglior storyboarding a Leo Matsuda, Lissa Treiman
  - Candidatura Miglior character design a Bill Schwab, Lorelay Bove
  - Candidatura Miglior montaggio a Tim Mertens
  - Candidatura Migliori effetti animati a Brett Albert
- 2012 – Satellite Award
  - Candidatura Miglior film d'animazione a Rich Moore
- 2013 – Critics' Choice Movie Awards
  - Miglior film d'animazione a Rich Moore
- 2012 – Phoenix Film Critics Society
  - Miglior film d'animazione a Rich Moore
  - Candidatura Migliore canzone originale a Adam Young, Matthew Thiessen
- 2012 – San Diego Film Critics Society
  - Candidatura Miglior film d'animazione a Rich Moore
- 2012 – St. Louis Gateway Film Critics Association
  - Miglior film d'animazione a Rich Moore
- 2012 – Denver Film Critics Society
  - Candidatura Miglior film d'animazione a Rich Moore
- 2012 – North Texas Film Critics Association
  - Miglior film d'animazione a Rich Moore

- 2012 – Washington D.C. Area Film Critics Association
  - Candidatura Miglior film d'animazione a Rich Moore
- 2012 – Oklahoma Film Critics Circle
  - Miglior film d'animazione a Rich Moore
- 2012 – Utah Film Critics Association
  - Candidatura Miglior film d'animazione a Rich Moore
- 2013 – Visual Effects Society
  - Candidatura Migliori effetti animati a Brett Albert
  - Candidatura Miglior personaggio animato a Brett Albert
- 2012 – Online Film Critics Society
  - Candidatura Miglior film d'animazione a Rich Moore
- 2013 – Black Reel Awards
  - Miglior doppiatore a Dennis Haysbert
- 2012 – Chicago Film Critics Association
  - Candidatura Miglior film d'animazione a Rich Moore
- 2012 – Austin Film Critics Association
  - Miglior film d'animazione a Rich Moore
- 2012 – Georgia Film Critics Association
  - Candidatura Miglior film d'animazione a Rich Moore
- 2013 – Eddie Awards
  - Candidatura Miglior montaggio in un film d'animazione a Tim Mertens
- 2012 – Houston Film Critics Society
  - Miglior film d'animazione a Rich Moore
- 2012 – Iowa Film Critics Association
  - Candidatura Miglior film d'animazione a Rich Moore
- 2013 – Cinema Audio Society
  - Candidatura Miglior sonoro in un film d'animazione a Doc Kane
- 2012 – Central Ohio Film Critics Association
  - Candidatura Miglior film d'animazione a Rich Moore
- 2013 – Golden Reel Award
  - Miglior montaggio sonoro in un film d'animazione a Frank Eulner

## Camei e citazioni
Nel film compaiono vari riferimenti a celebri serie videoludiche e prodotti alimentari realmente esistenti, la maggior parte come semplici apparizioni di sfondo, ma alcuni svolgono ruoli più rilevanti; tra gli altri appaiono personaggi della serie Mario, Sonic, Street Fighter, Q*bert, Pac Man, Tapper, Dig Dug, Frogger, Pong, Qix e Altered Beast. In più il gioco Felix Aggiustatutto è ispirato a Donkey Kong (e i personaggi Felix e Ralph rispettivamente a Mario e Donkey Kong) e Hero's Duty a Halo e Call of Duty. Altri riferimenti si basano su gag visive che citano il mondo videoludico, tra cui il Codice Konami, il punto esclamativo di Metal Gear, e graffiti nel Game Central Station che riportano il nome di Aerith da Final Fantasy VII, Sheng Long (personaggio inventato nato da un pesce d'aprile sul gioco Street Fighter II), e il fenomeno di Internet "All your base are belong to us".

## Altri media

### Videogiochi
Activision e Disney Interactive hanno sviluppato un videogioco che include Felix Aggiustatutto, Sugar Rush e Hero's Duty dal titolo Ralph Spaccatutto. Disponibile per le console Wii, Nintendo DS e Nintendo 3DS il videogioco è disponibile in Italia dal 30 novembre 2012. Sono stati inoltre resi disponibili gratuitamente online sul sito ufficiale della Disney i tre videogiochi del film.
Ralph appare nel videogioco di corse Sonic & All-Stars Racing Transformed (prodotto dalla SEGA) come personaggio giocabile.
Ralph e Vanellope sono personaggi giocabili in Disney Infinity a partire dal primo volume.
Ralph appare nel videogioco di ruolo del 2019 Kingdom Hearts III (sviluppato da Square Enix) sotto forma di evocazione.

## Sequel
Il 25 ottobre 2012 in un'intervista, il regista Rich Moore annunciò l'interesse suo e della Disney per un sequel del film, che prevedrebbe un aggiornamento dei personaggi e l'introduzione di giochi online e per console.
Il seguito successivamente fu confermato anche da Sarah Silverman in un'intervista con Moviehole, sebbene John C. Reilly sia stato meno definitivo, rivelando di aver discusso sulle possibilità di un sequel e scommettendo sulla sua realizzazione. Moore considera di tornare come regista, e intende includere Mario nel sequel: «Ci inventeremo qualcosa di buono da far fare a Mario.».
Il 23 luglio 2015 nel corso di un festival irlandese, Reilly afferma di aver parlato al telefono con la Disney e di aver accettato di tornare per il sequel. Il 30 giugno 2016 la Disney e i registi, oltre a rivelare la trama del seguito, hanno annunciato che il sequel del film arriverà nelle sale cinematografiche nordamericane il 9 marzo 2018, col titolo Ralph spacca Internet. Ad aprile 2017 la Disney ufficializza l'uscita del sequel al 21 novembre 2018.